# Novozelandska nogometna reprezentacija
Novozelandska nogometna reprezentacija je nacionalni nogometni sastav iz Novog Zelanda, kojeg kontrolira Novozelandski nogometni savez (eng. New Zealand Football), glavno nogometno tijelo u zemlji.
Novi Zeland je punopravna članica OFC i FIFA - kontinentalnih i međunarodnih nogometnih saveza. Zemlja nosi službeni Fifin kod NZL. Službenim domaćim stadionima smatraju se QBE Stadium u Aucklandu te Stadion Westpack u Wellingtonu.
Novi Zeland  je pet puta osvajao OFC Kup nacija. Reprezentacija je dva puta igrala na Svjetskom prvenstvu 1982. i 2010. 
Većina nogometnih klubova na Novom Zelandu su poluprofesionalni. Wellington Phoenix FC nastupa u Australskoj A-League.
Reprezentacija je dosad nastupala na dva svjetska prvenstva - Španjolska 1982. i Južna Afrika 2010. te je na oba ispala već u skupini. S istim uspjehom reprezentacija je nastupala i na Kupu konfederacija.
Od važnijih trofeja, Novi Zeland je osvojio četiri kontinentalna OFC Kupa nacija (1973., 1998., 2002. i 2008.).
Najvećom reprezentativnom pobjedom smatra se utakmica protiv reprezentacije Fidžija igranoj u Aucklandu 16. kolovoza 1981. Tada je novozelandska momčad pobijedila s ogromnih 13:0.
S druge strane, najvećim porazom smatra se utakmica protiv Australije gdje je Novi Zeland poražen kod kuće s 10:0.

## Počeci
Novi Zeland je prvu međunarodnu utakmicu odigrao 23. srpnja 1904. protiv momčadi koja je predstavljala saveznu državu Novi Južni Wales. Reprezentacija je tada izgubila s 1:0 dok je u ponovljenoj utakmici nakon tjedan dana održan novi susret koji je završio s neriješenih 3:3.
Prvu službenu međunarodnu utakmicu, Novi Zeland je odigrao tek 17. lipnja 1922. protiv susjedne Australije.
Razvoj nogometa u zemlji kao i prikupljanje financijskih sredstava i dobivanje medijskog prostora bilo je otežano jer su ondje najpopularniji sportovi ragbi i kriket. Takvo stanje je i danas jer je jedini profesionalni nogometni klub u zemlji Wellington Phoenix koji se natječe u australskoj A-League.
Osim u Australiji, značajnu ulogu u razvoju nogometa odigrala su i američka sveučilišta gdje su novozelandski nogometaši studirali. Značajnu ulogu u tome imao je škotski trener i bivši novozelandski izbornik Bobby Clark. On je trenirao nogometnu momčad sveučilišta Stanford gdje je regrutirao mnogo igrača iz Novog Zelanda. Daljnjim razvojem, ti igrači su počeli igrati za klubove američke MLS lige. Zbog toga je i ESPN-ov novinar Brent Latham u ožujku 2010. iznio špekulaciju da bi Novi Zeland na predstojećem Svjetskom prvenstvu u Južnoj Africi mogao nastupiti s više reprezentativaca koji igraju u MLS-u nego matična američka reprezentacija. Na kraju se Lathamovo mišljenje pokazalo netočnim jer su za novozelandsku momčad igrala dva reprezentativca iz MLS-a (Jeremy Christie i Andrew Boyens) u odnosu na četiri Amerikanca iz iste lige.

## Sudjelovanja na SP
Novi Zeland je dosad nastupio na dva svjetska nogometna prvenstva te je u oba ispao već u skupini. Reprezentacija dosad nije ostvarila pobjedu na Mundijalu a trenutni skor je 0-3-3. Najznačajnijom utakmicom smatra se 1:1 remi protiv Italije na Svjetskom prvenstvu u Južnoj Africi 2010.
| Natjecanje | Utakmica | Pob. | Ner. | Izg. | Po.G. | Pr.G. |
| ---------- | -------- | ---- | ---- | ---- | ----- | ----- |
| 1982.      | 3        | 0    | 0    | 3    | 2     | 12    |
| 2010.      | 3        | 0    | 3    | 0    | 2     | 2     |
| Total      | 6        | 0    | 3    | 3    | 4     | 14    |

### SP 1982.
Na prvom Svjetskom prvenstvu održanom 1982. u Španjolskoj, Novi Zeland je izgubio sve tri utakmice u skupini s najmanje tri gola razlike. U prve dvije utakmice koje su igrane u Málagi, novozelandska reprezentacija je izgubila od Škotske i Sovjetskog Saveza s 5:2 odnosno 3:0. U posljednjoj utakmici protiv Brazila koja se održala u Sevilli, Novi Zeland je poražen od Carioca s 4:0.

### SP 2010.
Tijekom svojeg drugog svjetskog prvenstva u JAR-u, Novi Zeland je ostvario značajan pomak u odnosnu na posljednji Mundijal. Iako su i ondje ispali u skupini, reprezentacija je imala tri remija čime je postala jedina neporažena nacionalna vrsta na tom turniru. Najznačajniji remi bio je protiv Italije koja je tada bila branitelj naslova. Uspjeh je tim veći jer je Novi Zeland s tri boda bio treći u skupini F, odnosno ispred Azzura koji su bili posljednji u grupi.

## Kup konfederacija
Novi Zeland je dosad nastupio na tri Kupa konfederacija (1999., 2003. i 2009.) te je na sva tri ispao u već skupini. U devet utakmica, reprezentacija je ubilježila osam poraza dok je jedan remi ostvaren protiv Iraka na Kupu konfederacija u Južnoj Africi 2009.

### OFC Kup nacija
Reprezentacija Novog Zelanda se od 1973. natječe na kontinentalnom OFC Kupu nacija te je dosad četiri puta osvojila to natjecanje (1973., (1998., 2002. i 2008.). Vicepraci su bili 2000. godine dok je bronca osvajana 1996., 2004. i 2012.

## Novozelandski reprezentativci

#### Širi popis
| #         | Pozicija      | Ime                | Datum rođenja       | Klub                   |
| --------- | ------------- | ------------------ | ------------------- | ---------------------- |
| 1         | Vratar        | Mark Paston        | 13. prosinca 1976.  | Wellington Phoenix     |
| 12        | Vratar        | Glen Moss          | 19. siječnja 1983.  | Wellington Phoenix     |
|           | Vratar        | Scott Basalaj      | 19. travnja 1994.   | Team Wellington        |
|           | Vratar        | Jake Gleeson       | 26. lipnja 1990.    | Portland Timbers       |
|           | Vratar        | Michael O'Keeffe   | 9. kolovoza 1990.   | Fairfield University   |
| 2         | Branič        | Winston Reid       | 3. srpnja 1988.     | West Ham United        |
| 3         | Branič        | Tony Lochhead      | 12. siječnja 1982.  | Wellington Phoenix     |
| 4         | Branič        | Ben Sigmund        | 3. veljače 1981.    | Wellington Phoenix     |
| 5         | Branič        | Tommy Smith        | 31. ožujka 1990.    | Ipswich Town           |
|           | Branič        | Michael Boxall     | 18. kolovoza 1988.  | Wellington Phoenix     |
|           | Branič        | Ian Hogg           | 15. prosinca 1989.  | Portland Timbers       |
|           | Branič        | Adam McGeorge      | 30. travnja 1989.   | Team Wellington        |
|           | Branič        | Tim Myers          | 17. rujna 1991.     | Waitakere United       |
|           | Branič        | Ryan Nelsen        | 18. listopada 1977. | QPR                    |
| 7         | Vezni         | Leo Bertos         | 20. prosinca 1981.  | Wellington Phoenix     |
| 8         | Vezni         | Michael McGlinchey | 7. siječnja 1987.   | Central Coast Mariners |
| 11        | Vezni         | Marco Rojas        | 5. studenog 1991.   | Melbourne Victory      |
| 13        | Vezni         | Dan Keat           | 28. rujna 1987.     | Los Angeles Galaxy     |
| 15        | Vezni         | Ivan Vicelich      | 3. rujna 1976.      | Auckland City          |
| 18        | Vezni         | Tim Payne          | 10. siječnja 1994.  | Blackburn Rovers       |
| 22        | Vezni         | Cameron Howieson   | 22. prosinca 1994.  | Burnley                |
|           | Vezni         | Aaron Clapham      | 1. siječnja 1987.   | Canterbury United      |
| 9         | Napadač       | Shane Smeltz       | 29. rujna 1981.     | Perth Glory            |
| 16        | Napadač       | Jeremy Brockie     | 7. listopada 1987.  | Wellington Phoenix     |
| 17        | Napadač       | Kosta Barbarouses  | 19. veljače 1990.   | Panathinaikos          |
| 20        | Napadač       | Chris Wood         | 7. prosinca 1991.   | Leicester City         |
|           | Napadač       | Rory Fallon        | 20. ožujka 1982.    | Aberdeen               |
|           | Napadač       | Chris Killen       | 8. listopada 1981.  | Chongqing              |
| Izbornik: | Ricki Herbert |                    |                     |                        |

## Statistika

### Najviše nastupa
| #   | Ime igrača      | Reprezentativna karijera | Br. nastupa | Br. golova |
| --- | --------------- | ------------------------ | ----------- | ---------- |
| 1.  | Ivan Vicelich   | 1995. - danas            | 85          | 6          |
| 2.  | Simon Elliott   | 1995. – 2011.            | 69          | 6          |
| 3.  | Vaughan Coveny  | 1992. – 2006.            | 64          | 28         |
| 4.  | Ricki Herbert   | 1980. – 1989.            | 61          | 7          |
| 5.  | Chris Jackson   | 1995. – 2003.            | 60          | 10         |
| 6.  | Brian Turner    | 1967. – 1982.            | 59          | 21         |
| 7.  | Duncan Cole     | 1978. – 1988.            | 58          | 4          |
| 7.  | Steve Sumner    | 1976, - 1988.            | 58          | 22         |
| 9.  | Chris Zoricich  | 1988. – 2003.            | 57          | 1          |
| 10. | Ceri Evans      | 1980. – 1993.            | 56          | 2          |
| 11. | Michael McGarry | 1986. – 1997.            | 54          | 12         |
| 12  | Adrian Elrick   | 1975. – 1984.            | 53          | 1          |
| 13. | Leo Bertos      | 2003. - danas            | 50          | 0          |

### Najviše golova
| #   | Ime igrača       | Reprezentativna karijera | Br. golova | Br. nastupa | Golova po utak. |
| --- | ---------------- | ------------------------ | ---------- | ----------- | --------------- |
| 1.  | Vaughan Coveny   | 1992. – 2006.            | 28         | 64          | 0,44            |
| 2.  | Shane Smeltz     | 2003. - danas            | 23         | 48          | 0,48            |
| 3.  | Steve Sumner     | 1976. – 1988.            | 22         | 58          | 0,38            |
| 4.  | Brian Turner     | 1967. – 1982.            | 21         | 59          | 0,36            |
| 5.  | Jock Newall      | 1951. – 1952.            | 17         | 10          | 1,7             |
| 6.  | Keith Nelson     | 1977. – 1983.            | 16         | 20          | 0,8             |
| 7.  | Grant Turner     | 1980. – 1988.            | 15         | 42          | 0,36            |
| 8.  | Chris Killen     | 2000. - danas            | 14         | 46          | 0,3             |
| 9.  | Darren McClennan | 1986. – 1997.            | 12         | 43          | 0,28            |
| 9.  | Michael McGarry  | 1986. – 1997.            | 12         | 54          | 0,22            |
| 9.  | Wynton Rufer     | 1980. – 1997.            | 12         | 23          | 0,52            |
| 12. | Steve Wooddin    | 1980. – 1984.            | 11         | 24          | 0,46            |
| 13. | Roy Coxon        | 1951. – 1952.            | 10         | 8           | 1,8             |
| 13. | Chris Jackson    | 1995. – 2003.            | 10         | 60          | 0,6             |
| 13. | Dave Taylor      | 1967. – 1981.            | 10         | 47          | 0,47            |
| 13. | Colin Walker     | 1984. – 1988.            | 10         | 15          | 0,15            |
| 13. | Chris Wood       | 2009. - danas            | 10         | 29          | 0,29            |

## Popis izbornika
| - odabrani nogometni komitet (1922. – 1957.) - Ken Armstrong (1957. – 1964.) - Ljubiša Broćić (1965. – 1966.) - Juan Schwanner (1967. – 1968.) - Ljubiša Broćić (1969.) - Barrie Truman (1970. – 1976.) - Wally Hughes (1977. – 1978.) - John Adshead (1978. – 1982.) - Allan Jones (1983. – 1984.) |  | - Kevin Fallon (1985. – 1988.) - John Adshead (1989.) - Ian Marshall (1990. – 1993.) - Bobby Clark (1994. – 1995.) - Keith Pritchett (1996. – 1997.) - Joe McGrath (1997. – 1998.) - Ken Dugdale (1998. – 2002.) - Mick Waitt (2002. – 2004.) - Ricki Herbert (2005. - danas) |

## Vanjske poveznice
- Web stranice Novozelandskog nogometnog saveza
- Statistika reprezentacije Novog Zelanda
- FIFA.com  Arhivirana inačica izvorne stranice od 23. srpnja 2013. (Wayback Machine)